# جام قهرمانان کونکاکاف ۱۹۸۳
جام قهرمانان کونکاکاف ۱۹۸۳ نوزدهمین دوره مسابقات بین‌المللی فوتبال باشگاهی سالانه جام قهرمانان کونکاکاف بود که در منطقه کونکاکاف (آمریکای شمالی، آمریکای مرکزی و دریای کارائیب) برگزار شد. مسابقات از ۲ مارس ۱۹۸۳ تا ۱ فوریه ۱۹۸۴ انجام شد.
تیم‌ها به ۲ منطقه (آمریکای شمالی، آمریکای مرکزی و کارائیب) تقسیم شدند، که هر کدام تیم برنده را برای شرکت در مسابقات نهایی فرستادند. مسابقات به صورت رفت و برگشت برگزار شد.
تیم مکزیکی آتلانتی موفق شد با نتیجه ۶–۱ تیم سورینامی رابین‌هود را شکست داد و برای اولین بار قهرمان مسابقات شد.

## منطقه آمریکای شمالی/مرکزی

### مرحله اول
| تیم ۱         | نتیجه نهایی | تیم ۲                      | بازی رفت | بازی برگشت |
| ------------- | ----------- | -------------------------- | -------- | ---------- |
| اتلتیکو مارته | w/o         | پونتاریناس                 | لغو شد   | لغو شد     |
| ایندپندینته   | w/o         | دیترویت اکسپرس             | لغو شد   | لغو شد     |
| المپیا        | ۱–۳         | تیگرس                      | ۰–۱      | ۱–۲        |
| کامیونیکیشنس  | ۲–۴         | آتلانتی                    | ۲–۲      | ۰–۲        |
| موتاگوا       | ۳–۴         | نیویورک پانسیپریان-فریدامز | ۲–۱      | ۱–۳        |
| ساپریسا       | ۲–۳         | سوئیچتپکز                  | ۲–۲      | ۰–۱        |

### مرحله دوم
| تیم ۱                      | نتیجه نهایی | تیم ۲       | بازی رفت | بازی برگشت |
| -------------------------- | ----------- | ----------- | -------- | ---------- |
| نیویورک پانسیپریان-فریدامز | ۳ - ۴       | آتلانتی     | ۱ - ۱    | ۲ - ۳      |
| اتلتیکو مارته              | ۲ - ۳       | ایندپندینته | ۲ - ۳    | ۰ - ۰      |
| تیگرس اونال                | ۱ - ۴       | سوئیچتپکز   | ۱ - ۱    | ۰ - ۳      |

- ایندپندینته بعد از مسابقات انصراف داد.

### مرحله سوم
| تیم ۱     | نتیجه نهایی | تیم ۲   | بازی رفت | بازی برگشت |
| --------- | ----------- | ------- | -------- | ---------- |
| سوئیچتپکز | ۲ - ۸       | آتلانتی | ۲ - ۲    | ۰ - ۶      |

## منطقه کارائیب

### مرحله اول
| تیم ۱      | نتیجه نهایی | تیم ۲        | بازی رفت | بازی برگشت |
| ---------- | ----------- | ------------ | -------- | ---------- |
| اس‌یوبی‌تی   | ۵ - ۴       | کنتاکی ممفیس | ۵ - ۰    | ۰ - ۴      |
| دیفنس فورس | ۱ - ۳       | رابین‌هود     | ۰ - ۱    | ۱ - ۲      |
| لئو ویکتور | ۴ - ۵       | داکوتا       | ۱ - ۵    | ۳ - ۰      |

### مرحله دوم
| تیم ۱    | نتیجه نهایی | تیم ۲  | بازی رفت | بازی برگشت |
| -------- | ----------- | ------ | -------- | ---------- |
| رابین‌هود | ۵ - ۱       | داکوتا | ۵ - ۱    | ۰ - ۰      |

### مرحله سوم
| تیم ۱    | نتیجه نهایی | تیم ۲    | بازی رفت | بازی برگشت |
| -------- | ----------- | -------- | -------- | ---------- |
| اس‌یوبی‌تی | ۱ - ۴       | رابین‌هود | ۱ - ۲    | ۰ - ۲      |

## فینال
| رابین‌هود         | ۱–۱    | آتلانتی        |
| ---------------- | ------ | -------------- |
| آندره گراندو ۸۳' | Report | گونزالو فارفان |

| آتلانتی                                            | ۵–۰    | رابین‌هود |
| -------------------------------------------------- | ------ | -------- |
| فارفان ۴'، ۶۳' · ریکاردو کاسترو ۹'، ۴۷' · موسس ۷۰' | Report |          |